# Boľkovce
Boľkovce jsou obec na Slovensku v Banskobystrickém kraji v okrese Lučenec. V části obce Boľkovská osada je sportovní letiště Lučenec. Žije zde 626 obyvatel. První písemná zmínka o obci pochází z roku 1255.

## Náboženství

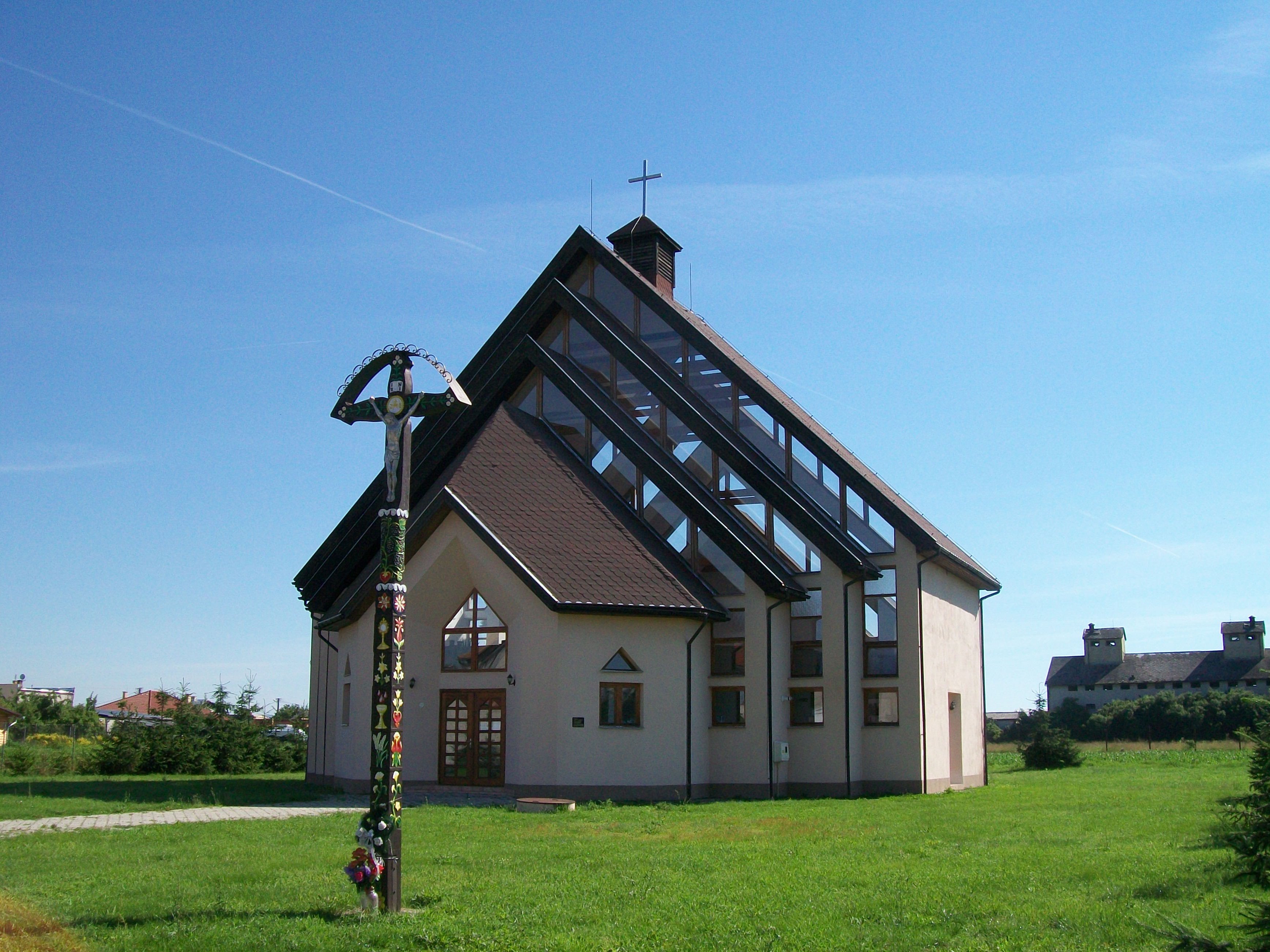
Kostel Fatimské Panny Marie v části obce Osada

V obci se nachází klasicistní kostel svatého Dionýza Areopageta z konce 18. století a moderní kostel Fatimské Panny Marie.